# Pobierowo
Pobierowo [pɔbjɛˈrɔvɔ] (tiếng Đức: Poberow)  là một ngôi làng ở quận hành chính của Gmina Rewal, trong Gryfice County, Zachodniopomorskie, ở tây bắc Ba Lan. Nó nằm khoảng 7 kilômét (4 mi)  phía tây nam của Rewal, 24 km (15 mi) phía tây bắc Gryfice và 75 km (47 mi) phía bắc thủ đô khu vực Szczecin.
Đối với lịch sử của khu vực, xem Lịch sử của Pomerania.
Ngôi làng có dân số 1084.